# گونسالو بوناستر
گونسالو بوناستر (انگلیسی: Gonzalo Bonastre؛ زادهٔ ۳ مارس ۱۹۸۱) بازیکن فوتبال اهل اسپانیا است.
از باشگاه‌هایی که در آن بازی کرده‌است می‌توان به باشگاه فوتبال هرکولس اشاره کرد.